# مادوکا هاجی
مادوکا هاجی (انگلیسی: Madoka Haji؛ زادهٔ ۸ ژوئیهٔ ۱۹۸۸) بازیکن فوتبال اهل ژاپن است که در تیم ملی فوتبال زنان ژاپن بازی کرده‌است.